# Edward Wellen
Edward Paul Wellen (geboren am 2. Oktober 1919 in New Rochelle, New York; gestorben am 15. Januar 2011 ebenda) war ein amerikanischer Schriftsteller, bekannt vor allem als Autor von Science-Fiction- und Kriminalgeschichten.

## Leben
Wellens Vater Hyman Levy war Schneider, seine Mutter Lillian, geborene Harris, war Büroangestellte. Durch einen Fehler bei der Einwanderungsprozedur hatte Wellens Mutter den Namen Welinsky erhalten, den sie zu Wellen verkürzte. Nach der Scheidung von ihrem Mann nahm sie diesen Namen wieder an, den auch ihr Sohn erhielt. Nach der High School arbeitete Wellen von 1939 bis 1942 als Disponent für eine Heizölfirma. Im Zweiten Weltkrieg gehörte er dem Chemical Warfare Service der US-Army an und wurde in Nordafrika, im Mittelmeer und Europa eingesetzt. Nach Ende des Krieges studierte er kurzzeitig an der Shrivenham American University, einer Studieneinrichtung für deaktivierte Soldaten in Shrivenham, Berkshire. Danach wurde er Briefmarkenhändler und arbeitete auch in der Werbebranche. Von 1951 bis 1953 studierte er dann noch einmal an der City University of New York.
Nachdem Wellen 1952 Origins of Galactic Slang – eine fingierte Abhandlung über die Wurzeln galaktischen Slangs, der er eine ganze Reihe von Beiträgen nach dem gleichen Muster folgen ließ – in dem SF-Magazin Galaxy Science Fiction veröffentlicht hatte, wurde er hauptberuflicher Schriftsteller. 
Weitere SF-Kurzgeschichten folgten in Galaxy SF, The Magazine of Fantasy and Science Fiction, Infinity Science Fiction und anderen SF-Magazinen. Ab 1958 dann begann Wellen auch Detektivgeschichten zu schreiben, die großenteils in Alfred Hitchcock’s Mystery Magazine und in Ellery Queen’s Mystery Magazine erschienen. In den folgenden vier Jahrzehnten schrieb Wellen rund 75 Science-Fiction- und über 100 Detektivgeschichten. Wie es bei Autoren, deren Werke fast ausschließlich in Zeitschriften erschienen, öfters der Fall ist, wurde Wellen nach dem Ende seiner schriftstellerischen Tätigkeit weitgehend vergessen. 2001 erschien eine Sammlung seiner Detektivgeschichten und 2015 zwei Bände mit SF-Erzählungen. Ein gutes Dutzend seiner Geschichten sind verstreut in verschiedenen Anthologien in deutscher Übersetzung erschienen.
1960 diente eine Erzählung Wellens als Vorlage für eine Episode der Fernsehserie New Orleans, Bourbon Street. Beim Birmingham Festival of the Arts wurde sein Fernsehdrehbuch The Hubert Otis 1964 mit dem ersten Preis ausgezeichnet.
Am 15. Januar 2011 ist Wellen im Alter von 91 Jahren gestorben.

## Bibliografie
Origins of Galactic … (Science-Fiction-Kurzgeschichtenserie)
- Origins of Galactic Slang (1952)
  - Deutsch: Vom Ursprung des galaktischen Slang. In: Lothar Heinecke (Hrsg.): Galaxis Science Fiction, #4. Moewig, 1958.
- Origins of Galactic Law (1953)
- Origins of Galactic Etiquette (1953)
  - Deutsch: Vom Ursprung der galaktischen Etikette. In: Hans Joachim Alpers (Hrsg.): Science Fiction Jahrbuch 1986. Moewig Science Fiction #3687, 1985, ISBN 3-8118-3687-0.
- Origins of Galactic Medicine (1953)
- Origins of Galactic Advice to the Lovelorn (1955)
- Origins of the Galactic Short-Snorter (1960)
  - Deutsch: Vom Ursprung des galaktischen Kleingelds. In: Hans Joachim Alpers (Hrsg.): Science Fiction Jahrbuch 1986. Moewig Science Fiction #3687, 1985, ISBN 3-8118-3687-0.
- Origins of Galactic Fruit Salad (1962)
  - Deutsch: Vom Ursprung des galaktischen Lamettas. In: Hans Joachim Alpers (Hrsg.): Science Fiction Jahrbuch 1985. Moewig Science Fiction #3654, 1984, ISBN 3-8118-3654-4.
- Origins of Galactic Philosophy (1962)

Roman
- Hijack (1970, 1971)
- An Hour to Kill (1993)

Sammlungen
- Perps : a short story collection (2001)
- The 21st Golden Age of Science Fiction Megapack (2015)
- The 28th Golden Age of Science Fiction Megapack: Edward Wellen, Volume 2 (2015)

Kurzgeschichten (Science-Fiction)
- The Big Cheese (1953)
- Root of Evil (1953)
- The Voices (1954)
- The World in the Jukebox (1956)
- The Superstition-Seeders (1956)
- Tie-Up (1957)
- The Engrammar Age (1957)
- Utter Silence (1957)
- Army Without Banners (1957)
- Sweet Dreams (1957)
- Dr. Vickers’ Car (1957)
- One Per Cent Inspiration (1957)
- Note for a Time Capsule (1958)
- Old Hat (1958)
- Hear a Pin Drop (1959)
- I O U (1961)
- Flashback (1962)
- Deadly Game (1962)
- Apocryphal Fragment (1962)
- Seven Day’s Wonder (1963)
- The Message (1963)
- The Book of Elijah (1964)
- Buffoon (1964)
- With Ah! Bright Wings (1969)
- Shapes to Come (1969)
- These Our Actors (1970)
- Down by the Old Maelstrom (1972)
- No Other Gods (1972)
  - Deutsch: Kein Gott neben mir. In: Martin Harry Greenberg, Isaac Asimov, Charles G. Waugh (Hrsg.): Faszination der Science Fiction. Bastei Lübbe Science Fiction Special #24068, 1985, ISBN 3-404-24068-5.
- The Prisoner (1973)
  - Deutsch: Der Gefangene. In: Isaac Asimov (Hrsg.): Isaac Asimov präsentiert 100 kleine, böse Krimis. Bastei Lübbe Paperback #28133, 1985, ISBN 3-404-28133-0.
- Call Me Proteus (1973)
- Chalk Talk (1973)
  - Deutsch: Wer liebt wen? Übersetzt von Wulf Bergner. In: Wulf Bergner (Hrsg.): Reisebüro Galaxis. Heyne Science Fiction & Fantasy #3418, 1974, ISBN 3-453-30308-3. Auch als: Gelehrtensprache. Übersetzt von Lore Straßl. In: Josh Pachter (Hrsg.): Top Fantasy: Zweiter Teil. Heyne Science Fiction & Fantasy #4518, 1988, ISBN 3-453-02775-2.
- The Latest from Sigma Corvi (1973)
- Androids Don’t Cry (1973)
  - Deutsch: Androiden weinen nicht. In: Wulf Bergner (Hrsg.): Traumpatrouille. Heyne Science Fiction & Fantasy #3385, 1974, ISBN 3-453-30262-1.
- Barbarossa (1973)
- Film Buff (1973)
- Godsend (1973)
- The Cryonauts (1973)
  - Deutsch: Der Aufstand der Kryonauten. In: Wulf Bergner (Hrsg.): Der Aufstand der Kryonauten. Heyne Science Fiction & Fantasy #3454, 1975, ISBN 3-453-30338-5.
- If Eve Had Failed to Conceive (1974)
  - Deutsch: Wir wären alle besser dran. In: Isaac Asimov, Martin Harry Greenberg, Joseph D. Olander (Hrsg.): Feuerwerk der SF. Goldmann (Edition '84: Die positiven Utopien #8), 1984, ISBN 3-442-08408-3.
- Too Long at the Fair (1974)
- Why Booth Didn’t Kill Lincoln (1974)
- Mouthpiece (1974)
- Tar Baby (1974)
- Thataway (1974)
- The Second Fall, or Anthony Comstock’s Final Victory (1974)
- Sanity Clause (1975)
  - Deutsch: Sankt Psikolo. In: Manfred Kluge (Hrsg.): Das Geschenk des Fakirs. Heyne Science Fiction & Fantasy #3486, 1976, ISBN 3-453-30356-3.
- Deadpan (1975)
- Ransom (1977)
- Further Deponent Sayeth Not (1977)
- Bearings (1978)
- Errata Slip (1978)
- Errata Slip Nubmer Two (1978)
- Goldbrick (1978)
- While-You-Wait (1979)
- Finger of Fate (1980)
- Checkmate (1980)
- Heroic Measures (1981)
- Hotline (1981)
- Spur the Nightmare (1983)
  - Deutsch: Einbruch in den Alptraum. In: Ronald M. Hahn (Hrsg.): Nacht in den Ruinen. Heyne Science Fiction & Fantasy #4099, 1984, ISBN 3-453-31059-4.
- Pattern (1984)
- Voiceover (1984)
  - Deutsch: Die Stimme aus dem Nichts. In: Isaac Asimov, Martin Harry Greenberg, Charles Waugh (Hrsg.): Mit Sherlock Holmes durch Raum und Zeit (2). Ullstein Science Fiction & Fantasy #31141, 1987, ISBN 3-548-31141-5.
- Waswolf (1987)
- Dead Ringer (1987)
- From Parts Unknown (1988)
- Murder in the Urth Degree (1989)
- The Opera of the Phantom (1989)
- Wise Men of Gotham (1989) (Bezug auf eine mittelalterliche Anekdote)
- Overkill (1990)
- Balloons (1990)
- Cool Cat (1990)
  - Deutsch: Cool Cat. In: Ronald M. Hahn (Hrsg.): Hüter der Zeit. Heyne Science Fiction & Fantasy #4888, 1992, ISBN 3-453-05402-4.
- Happy Hunting Ground (1993)
- Mind Slash Matter (1993)
- Sandy Claws (1993)
- The Driven Snow (1993)
- Deja Vu All Over Again (1993)
- The Smart Sword (1993)

Kurzgeschichten (Krimi)
- Dope to Kill (1958)
- I Hated Her Guts (1958)
- Check Out (1959)
- Cicero (1959)
- The Double Take (1959)
- The Taste of Revenge (1959)
- Which One’s the Guilty One? (1959)
- Inside Story (1962)
- Like Son (1964)
- Mercy (1964)
- Siege Perilous (1964)
- Whitemail (1964)
- Hangover (1966)
- Frozen Assets (1969)
- Brush with Death (1970)
- Dark Motive (1970)
- Recoil (1971, als Larry Killian)
- Dead Broke (1970)
- Inflationary Spiral (1970)
- Possession (1970)
- Promises to Keep (1970)
- Rub the Wrong Way (1970, als Paul Felder)
- The Big Difference (1970, als Lew Gellert)
- The Woman in Black (1970)
- Broken Trail (1971)
- Murder Will Out (1971)
- Shock Treatment (1971)
- The Look of Gratitude (1971)
- The Assassin (1972)
- Adam’s Lib (1973)
- A Huddle of Armchairs (1973)
- A Type of Crime (1973)
- Ballade of the Jailbird (1973)
- Before the Deluge (1973)
- Headwork (1973)
- I Kid You Not (1973)
- IV, 8 (1973)
- Lend Me Your Ears (1973)
- O, for a Sign (1973)
- Salami Where He Hid (1973)
- Sentence of Death (1973)
- Squeeze Play (1973)
- The Hunter and the Hunted (1973)
- The Last Fable (1973)
- The Origin of Crime (1973)
- The Prisoner (1973)
- $1.81 (1974)
- Every One Has a Secret (1974)
- Final Acquittal (1974)
- Hit or Miss (1974)
- Long in the Tooth (1974)
- One Good Turn (1974)
- Play Death (1974)
- Scents in the Dark (1974)
- Sounds in the Dark (1974)
- The Corrector of Destinies (1974)
- The Dog in the Night (1974)
- A Wreath for Justice (1975)
- Buck Fever (1975)
- Fight Fire with Fire (1975, als Paul Felder)
- Hang for a Sheep (1975)
- High Stakes (1975)
- I (1975)
- Law of the Jungle (1975)
- Mrs. Grady’s Swan Song (1975)
- Something Phony (1975)
- The Tipoff [unnamed jailhouse lawyer] (1975)
- To Charm a Cobra (1975)
- Bannerman Collection (1976)
- Between You, Me, and the Lamppost (1976)
- Fair Exchange (1976)
- Inside Evidence (1976)
- It Ain’t Hay (1976)
- Rubout (1976)
- The Coinshooter (1976)
- The Long Arm of El Jefe (1976)
- The Perfect Rotter (1976)
- Two Birds (1976)
- Coma Vigil (1977)
- Full Coverage (1977)
- Lady Luck (1977)
- Room 423 (1977)
- Silent Partner (1977)
- The Last Mile (1977)
- Devil’s Pass (1978)
- Experiment (1978)
- How Say You? (1978)
- The Adventure of the Blind Alley (1978)
  - Deutsch: Der Überfall in der Sackgasse. In: Isaac Asimov (Hrsg.): Isaac Asimov präsentiert 100 kleine, böse Krimis. Bastei Lübbe Paperback #28133, 985, ISBN 3-404-28133-0.
- In Ancient Jerusalem (1979)
- In Old Vienna (1979)
- Spotting Agent (1979)
- The Plan of the Snake (1979)
- Trouble Light (1979)
- Death Dance (1980)
- In Old Edinburgh (1980)
- The Time and the Place (1980)
- The Whisper of Gold (1980)
- The Payoff (1981)
- A Lesson for Bodkin (1982)
- The Man from the Fifty-ninth (1983)
- Born Victims (1984)
- Nothing of the Kind (1985)
- Slashaxe (1986)
- Ten O’Clock (1987)
- Red Is the Color of My Truelove’s Blood (1996)
- Stork Trek (with Josh Pachter) (1985)

Kurzgeschichten (Western)
- Enough Rope (1953)
- Potlatch (1970)
- Loaded Guns (1971)